# Dinarmolaelaps protus
Dinarmolaelaps protus är en stekelart som beskrevs av Masi 1917. Dinarmolaelaps protus ingår i släktet Dinarmolaelaps och familjen puppglanssteklar.
Artens utbredningsområde är Seychellerna. Inga underarter finns listade i Catalogue of Life.